# Allocassine
Allocassine N. Robson  é um género botânico pertencente à família Celastraceae.

## Espécies
Apresenta apenas duas espécies:
- Allocassine laurifolia
- Allocassine tetragona